# Herdenkingsmunten van € 2 (2018)
Hieronder staat een lijst van herdenkingsmunten van twee euro die 2018 als slagjaar hebben.
| Afbeelding | Land         | Ter gelegenheid van                                                                                  | Oplage     | Datum uitgave     |
| --- | ------------ | --- | ---------- | ----------------- |
| | Oostenrijk   | 100ste verjaardag van de Republiek Oostenrijk                                                        | 12.600.000 | 6 december 2017   |
| Omschrijving: Op het ontwerp wordt het standbeeld van Pallas Athena afgebeeld voor het in Griekse stijl opgetrokken Oostenrijkse parlementsgebouw in Wenen. De godin van de wijsheid is het symbool van het Oostenrijkse parlementaire systeem en staat voor kennis, rede en strategisch talent. Links staat het jaartal „2018” en daaronder de tekst „100 JAHRE” (100 JAAR). De tekst „REPUBLIK ÖSTERREICH” (REPUBLIEK OOSTENRIJK) is rechts onderaan in een halve cirkel weergegeven. Langs de buitenrand van de munt zijn de twaalf sterren van de Europese vlag afgebeeld. |              | |            |                   |
| |              | |            |                   |
| | Luxemburg    | 150ste verjaardag van de invoering van de grondwet (negentiende uit de 'Luxemburgse dynastie'-serie) | 316.000    | 29 december 2017  |
| Omschrijving: Het ontwerp toont aan de linkerkant de beeltenis van Zijne Koninklijke Hoogheid Groothertog Henri, naar rechts kijkend. Aan de rechterkant van het ontwerp zijn de jaartallen „1868-2018” en de tekst „150 ans” (150 jaar) vermeld. Onder de beeltenis van de groothertog staan de tekst „Constitution du Grand-Duché de Luxembourg” (grondwet van het Groothertogdom Luxemburg) en een doorsnede van een openliggend boek. Langs de buitenrand van de munt zijn de twaalf sterren van de Europese vlag afgebeeld. |              | |            |                   |
| |              | |            |                   |
| | Italië       | 70ste verjaardag van de inwerkingtreding van de Italiaanse grondwet                                  | 4.000.000  | 2 januari 2018    |
| Omschrijving: Het voorlopige staatshoofd Enrico De Nicola ondertekent de wet waarmee op 27 december 1947 de grondwet van de Italiaanse Republiek werd afgekondigd. Rechts van hem is regeringsleider Alcide De Gasperi weergegeven, en links de voorzitter van de Italiaanse grondwetgevende vergadering, Umberto Terracini. Bovenaan staan de inscriptie „COSTITUZIONE” en het monogram van de Italiaanse Republiek, „RI”, in de afsnede de inscriptie „CON SICURA COSCIENZA”, „R”, het muntteken van het munthuis van Rome, en de data „1948 • 2018”, respectievelijk het jaar waarin de Italiaanse grondwet in werking trad en het jaar van uitgifte van het muntstuk. Langs de buitenrand van de munt zijn de twaalf sterren van de Europese vlag afgebeeld. |              | |            |                   |
| |              | |            |                   |
| | Slowakije    | 25-jarig bestaan van de Slowaakse Republiek                                                          | 1.000.000  | 10 januari 2018   |
| Omschrijving: Het ontwerp symboliseert de toetreding van Slowakije tot de Europese Unie en de eurozone door middel van een gestileerde boog die zowel een kaart van Slowakije als een eurosymbool met daarrond de sterren van de Unie — een paar daarvan bedekt door de kaart — overspant. Het wapenschild van Slowakije is aan de linkerkant van het ontwerp weergegeven. Links onderaan staat in een halve cirkel de naam van het uitgevende land, „SLOVENSKÁ REPUBLIKA”. De datum van de oprichting van het land, „1.1.1993”, en het jaar van uitgifte, „2018”, staan boven elkaar rechts onder de kaart. Tussen de kaart en de datum zijn het muntteken van de munt van Kremnica (Mincovňa Kremnica), bestaande uit de initialen „MK” tussen twee muntstempels, en de gestileerde letters „PK”, de initialen van de ontwerper Pavel Károly, weergegeven. Langs de buitenrand van de munt zijn de twaalf sterren van de Europese vlag afgebeeld. |              | |            |                   |
| |              | |            |                   |
| | Duitsland    | 100ste geboortedag van Helmut Schmidt                                                                | 30.571.900 | 30 januari 2018   |
| Omschrijving: Op het ontwerp is Helmut Schmidt afgebeeld in een typische houding in dialoog met een gesprekspartner. In een halve cirkel bovenaan rechts staat de inscriptie „HELMUT SCHMIDT” en aan de rechterkant de jaartallen „1918-2015”. Het muntteken van de betrokken munt is onder de jaartallen aangebracht. Aan de linkerzijde zijn de code van het uitgevende land, „D”, en daaronder het jaar van uitgifte, „2018”, vermeld. Onderaan staan de initialen van de kunstenaar. Langs de buitenrand van de munt zijn de twaalf sterren van de Europese vlag afgebeeld. |              | |            |                   |
| |              | |            |                   |
| | Duitsland    | Slot Charlottenburg, Berlijn (dertiende uit de 'Bundesländer'-serie)                                 | 30.581.900 | 30 januari 2018   |
| Omschrijving: Het ontwerp toont het hoofdgebouw van het Slot Charlottenburg gezien vanaf het voorplein. Voorts zijn in het binnenste gedeelte onderaan de naam „BERLIJN” en het muntteken van de desbetreffende munt („A”, „D”, „F”, „G” of „J”) vermeld, terwijl rechtsboven de landcode van het uitgevende land „D”, linksboven het jaartal „2018” en linksonder het merkteken van de graveur zijn aangebracht. Langs de buitenrand van de munt zijn de twaalf sterren van de Europese vlag afgebeeld. |              | |            |                   |
| |              | |            |                   |
| | Estland      | 100ste verjaardag van de oprichting van de onafhankelijke staat                                      | 500.000    | 31 januari 2018   |
| Omschrijving: De drie Baltische staten worden symbolisch voorgesteld als een vlecht. Ze zijn verenigd door hun geschiedenis: een gemeenschappelijk verleden, heden en toekomst. Ook een gestileerd cijfer dat voor de 100e verjaardag staat en de wapenschilden van de drie staten zijn weergegeven. Aan de linkerkant staat de naam van het uitgevende land, „EESTI”, en aan de rechterkant het jaar van uitgifte, „2018”. Het ontwerp werd geselecteerd na een publieke stemming in de drie Baltische staten. Langs de buitenrand van de munt zijn de twaalf sterren van de Europese vlag afgebeeld. |              | |            |                   |
| |              | |            |                   |
| | Litouwen     | 100ste verjaardag van de oprichting van de onafhankelijke staat                                      | 1.000.000  | 31 januari 2018   |
| Omschrijving: De drie Baltische staten worden symbolisch voorgesteld als een vlecht. Ze zijn verenigd door hun geschiedenis: een gemeenschappelijk verleden, heden en toekomst. Ook een gestileerd cijfer dat voor de 100e verjaardag staat en de wapenschilden van de drie staten zijn weergegeven. Aan de linkerkant staan de naam van het uitgevende land, „LIETUVA”, en het muntteken; aan de rechterkant het jaar van uitgifte, „2018”, en het merkteken van de ontwerper, „JP”. Het ontwerp werd geselecteerd na een publieke stemming in de drie Baltische staten. Langs de buitenrand van de munt zijn de twaalf sterren van de Europese vlag afgebeeld. |              | |            |                   |
| |              | |            |                   |
| | Letland      | 100ste verjaardag van de oprichting van de onafhankelijke staat                                      | 512.000    | 31 januari 2018   |
| Omschrijving: De drie Baltische staten worden symbolisch voorgesteld als een vlecht. Ze zijn verenigd door hun geschiedenis: een gemeenschappelijk verleden, heden en toekomst. Ook een gestileerd cijfer dat voor de 100e verjaardag staat en de wapenschilden van de drie staten zijn weergegeven. Aan de linkerkant staat de naam van het uitgevende land, „LATVIJA”, en aan de rechterkant het jaar van uitgifte, „2018”. Het ontwerp werd geselecteerd na een publieke stemming in de drie Baltische staten. Langs de buitenrand van de munt zijn de twaalf sterren van de Europese vlag afgebeeld. |              | |            |                   |
| |              | |            |                   |
| | Spanje       | Santiago de Compostella (oude stad) (negende uit de serie 'UNESCO Wereld Erfgoedlijst')              | 333.700    | 2 februari 2018   |
| Omschrijving: De stad Santiago de Compostela werd in 1985 door de Unesco tot werelderfgoed uitgeroepen vanwege haar stedenschoon en de ongeschonden monumenten, in combinatie met de weerklank van haar spirituele en culturele belang tijdens de middeleeuwen: de pelgrimsroute Camino de Santiago. De Camino de Santiago (de pelgrimsroute naar Santiago de Compostella of de Sint-Jacobsroute) is een groot netwerk van oude pelgrimsroutes over heel Europa die samenkomen aan het graf van Sint-Jacob in Santiago de Compostella in Noordwest-Spanje. Op het ontwerp is het beeld van Sint-Jakob weergegeven als de centrale figuur van de sculpturen rond de Puerta Santa van de kathedraal van Santiago de Compostella. Aan de linkerkant staat in een halve cirkel het woord „ESPAÑA”, onderaan links het jaar van uitgifte, „2018”, en daaronder het muntteken. Langs de buitenrand van de munt zijn de twaalf sterren van de Europese vlag afgebeeld. |              | |            |                   |
| |              | |            |                   |
| | Spanje       | 50ste verjaardag van Koning Felipe VI                                                                | 431.500    | 2 februari 2018   |
| Omschrijving: Het ontwerp toont het wapenschild van koning Felipe VI. Aan de linkerkant staat in een halve cirkel het woord „ESPAÑA” en daaronder het jaar van uitgifte, 2018. Onderaan rechts staat in een halve cirkel de inscriptie „50 ANIVERSARIO DE S.M. FELIPE VI”. Het muntteken is bovenaan rechts weergegeven. Langs de buitenrand van de munt zijn de twaalf sterren van de Europese vlag afgebeeld. |              | |            |                   |
| |              | |            |                   |
| | Estland      | 100ste verjaardag van de Republiek Estland                                                           | 1.317.800  | 19 februari 2018  |
| Omschrijving: Het ontwerp stelt tegelijkertijd de getallen 18 en 100 voor, die het jaar symboliseren waarin Estland een onafhankelijk land werd en voorts de voorbije honderd jaar verbeelden. Rechts onderaan staat de tekst „SADA AASTAT EESTI VABARIIKI”, met daarnaast de naam van het land, „EESTI”, en het jaar van uitgifte, „2018”. Langs de buitenrand van de munt zijn de twaalf sterren van de Europese vlag afgebeeld. |              | |            |                   |
| |              | |            |                   |
| | Frankrijk    | Korenbloem („Bleuet de France”)                                                                      | 15.020.000 | 21 februari 2018  |
| Omschrijving: Al honderd jaar is de korenbloem in Frankrijk de bloem die symbool staat voor herinnering en solidariteit. De oorsprong ervan is te vinden in de wil om de soldaten die tijdens de oorlog van 1914-1918 gewond raakten, te helpen. Dit bloemetje werd al gauw het symbool voor de hele Franse natie en haar dankbaarheid voor de offers die de soldaten hebben gebracht om hun land en hun idealen te verdedigen. Tot op vandaag blijft men met de „Bleuet de France” morele en financiële steun bieden aan oud-strijders en slachtoffers van oorlogen in het verleden en het heden, alsook aan slachtoffers van terrorisme. Met de korenbloem worden ook idealen en waarden als respect, vrede en tolerantie aan de jongere generaties doorgegeven. Dankzij deze herinneringsactiviteiten worden zij die voor onze vrijheid hebben gestreden en er nog steeds voor strijden, geëerd. Op het ontwerp staat de korenbloem centraal. Errond staat de vermelding „Le Bleuet de France, fleur de mémoire et de solidarité” („Bleuet de France”, bloem van herinnering en solidariteit). Ook de data „1918-2018” evenals de vermelding „RF” en de munttekens staan op het ontwerp. Langs de buitenrand van de munt zijn de twaalf sterren van de Europese vlag afgebeeld. |              | |            |                   |
| |              | |            |                   |
| | Italië       | 60-jarig bestaan van het Ministerie van Volksgezondheid                                              | 3.000.000  | 5 maart 2018      |
| Omschrijving: Op het ontwerp staat een allegorische voorstelling van de gezondheid, met erbij een aantal symbolen voor de activiteiten van het ministerie: milieu, onderzoek, voeding en geneeskunde. Aan de linkerkant is het logo „RI”, het acroniem van de Italiaanse Republiek, weergegeven, bovenaan het muntteken van het munthuis van Rome, „R”, en aan de onderkant van de vrouwenfiguur de initialen van ontwerpster Silvia Petrassi. Van links naar rechts staan in een halve cirkel de inscriptie „MINISTERO DELLA SALUTE” en de data „1958-2018”. Langs de buitenrand van de munt zijn de twaalf sterren van de Europese vlag afgebeeld. |              | |            |                   |
| |              | |            |                   |
| | San Marino   | 500ste geboortedag van Jacopo Tintoretto                                                             | 63.100     | 5 april 2018      |
| Omschrijving: In het midden van het muntstuk zijn een detail van het schilderij „De visitatie” (de omhelzing van de Heilige Maagd en Elisabeth) van Tintoretto en de data „1518-2018” weergegeven. Op de rand daarrond staat bovenaan „SAN MARINO” en onderaan „Tintoretto”, en staan links de initialen van ontwerper Luciana de Simoni, „LDS”, en de letter „R”, het muntteken van het munthuis van Rome. Langs de buitenrand van de munt zijn de twaalf sterren van de Europese vlag afgebeeld. |              | |            |                   |
| |              | |            |                   |
| | Andorra      | 25ste verjaardag van de Andorrese grondwet                                                           | 75.000     | 12 april 2018     |
| Omschrijving: Op het ontwerp is het „Monument voor de mannen en vrouwen van Andorra die de grondwet hebben uitgevaardigd” weergegeven, dat op het plein aan de Consell General (het parlement van Andorra) staat. Met dat monument, dat de silhouetten van een man en een vrouw toont, wordt herdacht dat de Andorrese burgers in het referendum van 14 maart 1993 hun wil hebben uitgedrukt om een grondwettelijke staat te worden, die democratisch en sociaal is, zoals beschreven in artikel 1 van de grondwet. Rechts van het monument staat de kaart van Andorra met erin de Latijnse inscriptie „VIRTVS VNITA FORTIOR” (verenigde deugd is sterker), het devies van het Vorstendom Andorra. Rond het ontwerp staan de inscripties „25è ANIVERSARI DE LA CONSTITUCIÓ 1993-2018” (25e verjaardag van de grondwet 1993-2018) en de naam van het land, „ANDORRA”. Langs de buitenrand van de munt zijn de twaalf sterren van de Europese vlag afgebeeld. |              | |            |                   |
| |              | |            |                   |
| | Slovenië     | Wereldbijendag                                                                                       | 1.000.000  | 14 mei 2018       |
| Omschrijving: In het midden van de binnenste ring van het muntstuk is een afbeelding van een honingraat weergegeven, die de vorm van het oostelijk halfrond van de wereldbol heeft. Aan de linkerbovenkant staat rond de honingraat de inscriptie „SVETOVNI DAN ČEBEL”, en aan de rechteronderkant de inscriptie „SLOVENIJA 2018”. Langs de buitenrand van de munt zijn de twaalf sterren van de Europese vlag afgebeeld. |              | |            |                   |
| |              | |            |                   |
| | Portugal     | 250-jarig bestaan van de Imprensa Nacional (INCM)                                                    | 450.500    | 22 mei 2018       |
| Omschrijving:Het ontwerp toont de inscriptie „1768-2018 IMPRENSA NACIONAL DUZENTOS E CINQUENTA 250 ANOS PORTUGAL MMXVIII” alsof de letters en cijfers uitgestalde boeken in een bibliotheek waren. Onder aan de binnenste ring staat de naam van de kunstenaar „Eduardo Aires” aan de linkerzijde en het muntteken „INCM” aan de rechterzijde. De staatsdrukkerij is verantwoordelijk voor de publicatie van het Portugese staatsblad, dat alle wetgevende activiteit van het land bevat, en zij publiceert boeken met bijzonder grote culturele relevantie en organiseert andere culturele activiteiten. Langs de buitenrand van de munt zijn de twaalf sterren van de Europese vlag afgebeeld. |              | |            |                   |
| |              | |            |                   |
| | Finland      | Nationaal park Koli                                                                                  | 1.000.000  | 28 mei 2018       |
| Omschrijving: Het ontwerp toont een tekening van het uitzicht van op de top van het Finse nationaal park Koli. Onderaan in het midden staat het jaar van uitgifte, „2018”. De aanduiding van het uitgevende land, „FI”, staat aan de linkerzijde en het muntteken aan de rechterzijde. Langs de buitenrand van de munt zijn de twaalf sterren van de Europese vlag afgebeeld. |              | |            |                   |
| |              | |            |                   |
| | Vaticaanstad | Europees Jaar van het Cultureel Erfgoed                                                              | 94.000     | 1 juni 2018       |
| Omschrijving: Het ontwerp toont het standbeeld van Laocoön en zijn zoons, ook wel de Laocoöngroep genoemd, een essentieel werk in de beeldhouwkunst en een topstuk van de Vaticaanse musea. Onderaan in het midden staat de aanduiding van het uitgevende land, „Città del VATICANO”. Van links naar rechts staat in een halve cirkel de inscriptie „ANNO EUROPEO DEL PATRIMONIO CULTURALE”. Rechtsboven staan het jaar van uitgifte, „2018”, en het muntteken, „R”, rechtsonder staat de naam van de ontwerper, „D. LONGO”. Langs de buitenrand van de munt zijn de twaalf sterren van de Europese vlag afgebeeld. |              | |            |                   |
| |              | |            |                   |
| | België       | 50ste verjaardag van de studentenrevolte in mei 1968                                                 | 257.500    | 15 juni 2018      |
| Omschrijving: Het ontwerp toont studenten met een pamflet en een vlag in de hand en verwijst naar de studentenprotesten in België in de context van de socioculturele veranderingen in mei 1968. Die waren 50 jaar geleden een belangrijke nationale gebeurtenis die de nationale politiek in België vorm heeft gegeven en invloed heeft gehad op de opeenvolgende bestuurlijke hervormingen. Aan de linkerzijde staan het muntteken van Utrecht (de mercuriusstaf) en het Belgische muntmeesterteken (het wapen van de gemeente Herzele). Ook het jaartal 2018 en de landcode BE staan aan de linkerzijde, net als de initialen LL van de ontwerper van het muntstuk, de heer Luc Luycx. Op de achtergrond is een aula weergegeven, een verwijzing naar de studenten. Langs de buitenrand van de munt zijn de twaalf sterren van de Europese vlag afgebeeld. |              | |            |                   |
| |              | |            |                   |
| | Malta        | Megalithische tempels van Mnajdra (derde uit de 'Prehistorische Tempels'-serie)                      | 335.000    | 21 juni 2018      |
| Omschrijving: Op de munt zijn de Maltese prehistorische tempels van Mnajdra afgebeeld, een Unesco-werelderfgoedsite. Mnajdra is een prehistorische site die bestaat uit drie tempels rond een ovaal voorplein. De site ligt aan de zuidelijke kust van Malta, op ongeveer 500 meter van Hagar Qim, en is vooral bekend om haar astronomische uitlijning. De zuidelijke tempel is kennelijk gebouwd om de dag-en-nachtevening en de zonnewende te markeren. De oudste delen van dit complex dateren van ongeveer 3 600-3 200 v.C. Bovenaan rechts zijn onder elkaar de woorden „MNAJDRA” en „TEMPLES” en de jaartallen „3600-2500 BC” gegraveerd. Onderaan links staan de naam van het uitgevende land „MALTA” en daaronder het jaar van uitgifte „2018”. Langs de buitenrand van de munt zijn de twaalf sterren van de Europese vlag afgebeeld. |              | |            |                   |
| |              | |            |                   |
| | Monaco       | 250ste geboortedag van François Joseph Bosio                                                         | 16.000     | 25 juni 2018      |
| Omschrijving: Op de munt is de heer BOSIO afgebeeld met een standbeeld op de achtergrond. Boven aan de afbeelding staat in een halve cirkel de inscriptie „MONACO”. Onderaan staan, eveneens in een halve cirkel, twee inscripties: „FRANÇOIS JOSEPH BOSIO” en daaronder „1768 — SCULPTEUR — 2018”. Aan de linker- en rechterzijde van deze twee inscripties staan het muntteken en het muntmeesterteken. Langs de buitenrand van de munt zijn de twaalf sterren van de Europese vlag afgebeeld. |              | |            |                   |
| |              | |            |                   |
| | Litouwen     | Zang- en dansfestival 2018                                                                           | 500.000    | 26 juni 2018      |
| Omschrijving: Het ontwerp toont gestileerde figuren van mensen en vogels, die symbool staan voor volksdans en volkszang. Ze zijn weergegeven in de stijl van een van de Litouwse volkskunsten, namelijk de papierknipkunst. Onderaan in het midden staat de inscriptie „LIETUVA” voor het uitgevende land, aan de linkerkant staat het jaar van uitgifte, „2018”, en aan de rechterkant het muntteken van de Litouwse Munt. Langs de buitenrand van de munt zijn de twaalf sterren van de Europese vlag afgebeeld. |              | |            |                   |
| |              | |            |                   |
| | Frankrijk    | Simone Veil                                                                                          | 15.021.000 | 26 juni 2018      |
| Omschrijving: Het ontwerp geeft een portret van Simone Veil weer, een icoon in de strijd voor vrouwenrechten. Simone Veil, geboren Jacob, is in juni 2017 op 89-jarige leeftijd overleden. Ze overleefde de deportatie naar Auschwitz en werd een van de belangrijkste figuren van de opbouw van Europa. Van 1979 tot 1982 was ze de eerste verkozen voorzitter van het Europees Parlement. Zij heeft ervoor gestreden om abortus uit de strafrechtelijke sfeer te halen, en in 1975 werd de naar haar genoemde wet goedgekeurd. In 2008 werd ze verkozen als lid van de Académie française. Het stamnummer van haar deportatie staat op haar kraag. Op de achtergrond is het Europees Parlement afgebeeld, met daarop de inscripties met haar naam, de jaartallen van haar geboorte en overlijden, de aanduiding van het land „RF”, het jaar van uitgifte „2018” en de munttekens. Langs de buitenrand van de munt zijn de twaalf sterren van de Europese vlag afgebeeld. |              | |            |                   |
| |              | |            |                   |
| | Portugal     | 250-jarig bestaan van de Botanische Tuin van Ajuda (Lissabon)                                        | 450.500    | 25 juli 2018      |
| Omschrijving: Het ontwerp toont een oude drakenbloedboom die zich in de botanische tuin van Ajuda bevindt en het symbool van de botanische tuin is. De botanische tuin van Ajuda is een technologische ondersteuningsafdeling van de universiteit voor agronomie. De tuin dient als infrastructuur voor onderwijs en onderzoek, maar is ook voor het publiek toegankelijk. Het was de eerste botanische tuin in Portugal die tot doel had om zo veel mogelijk plantensoorten te beschermen, te onderzoeken en te verzamelen. Boven aan het ontwerp staat, van links naar rechts, in een halve cirkel „250 ANOS JARDIM BOTÂNICO DA AJUDA”. Onderaan staat, van links naar rechts, in een halve cirkel „PORTUGAL 2018”. Links onder de afbeelding van de boom staan de initialen van de kunstenaar „J. Fazenda” en rechtsonder het muntteken „INCM”. Langs de buitenrand van de munt zijn de twaalf sterren van de Europese vlag afgebeeld. |              | |            |                   |
| |              | |            |                   |
| | Luxemburg    | 175ste sterfdag van Groothertog Guillaume I (twintigste uit de 'Luxemburgse dynastie'-serie)         | 311.000    | 27 augustus 2018  |
| Omschrijving: Rechts op de munt staat de beeltenis van Zijne Koninklijke Hoogheid Groothertog Henri, die naar links kijkt, en links de beeltenis van Zijne Koninklijke Hoogheid Groothertog Guillaume I. Tussen beide beeltenissen staan verticaal de jaartallen „1772-1843” afgebeeld, alsook de naam „Guillaume I”. Onderaan staan het woord „LUXEMBOURG” en het jaartal „2018”. Langs de buitenrand van de munt zijn de twaalf sterren van de Europese vlag afgebeeld. |              | |            |                   |
| |              | |            |                   |
| | België       | 50ste verjaardag van de lancering van de ESRO 2B (Iris 2)                                            | 257.500    | 20 september 2018 |
| Omschrijving: Het ontwerp toont de satelliet ESRO-2B, de eerste succesvolle satelliet van de Europese Organisatie voor Ruimteonderzoek, die in mei 1968 in een baan om de aarde is gebracht. ESRO-2B, ook „IRIS” genoemd (International Radiation Investigation Satellite) bestudeerde vooral röntgenstraling van de zon, kosmische straling en stralingsgordels. Het muntteken van Utrecht (de mercuriusstaf) staat onderaan, samen met het Belgische muntmeesterteken, het wapenschild van de gemeente Herzele, de landcode BE en de initialen LL, die verwijzen naar de ontwerper van de munt, de heer Luc Luycx. Langs de buitenrand van de munt zijn de twaalf sterren van de Europese vlag afgebeeld. |              | |            |                   |
| |              | |            |                   |
| | San Marino   | 420ste geboortedag van Gian Lorenzo Bernini                                                          | 63.100     | 20 september 2018 |
| Omschrijving: In het midden van het muntstuk zijn een detail van het werk van Bernini „Buste van Costanza Bonarelli” en de data „1598-2018” afgebeeld; langs de rand links de inscriptie „SAN MARINO” en rechts de inscriptie „BERNINI”, de letter „R” (de Romeinse munt) en de initialen van de auteur Annalisa Masini „A.M.”. Langs de buitenrand van de munt zijn de twaalf sterren van de Europese vlag afgebeeld. |              | |            |                   |
| |              | |            |                   |
| | Letland      | Semgallen (vierde uit de 'Historische en Culturele Regio's'-serie)                                   | 507.000    | 26 september 2018 |
| Omschrijving: Op de munt is het wapenschild van de regio Semgallen afgebeeld. Bovenaan staat de naam van de uitgevende staat „LATVIJA” en onderaan de inscriptie „ZEMGALE”. Rechts is het jaar van uitgifte „2018” vermeld. Langs de buitenrand van de munt zijn de twaalf sterren van de Europese vlag afgebeeld. |              | |            |                   |
| |              | |            |                   |
| | Vaticaanstad | 50ste sterfdag van Pater Pio                                                                         | 94.000     | 4 oktober 2018    |
| Omschrijving: Het ontwerp toont het rechterprofiel van een portret van Padre Pio. Bovenaan staat, van links naar rechts, in een halve cirkel de inscriptie van het land van uitgifte „CITTÀ DEL VATICANO”. Onderaan staan de inscriptie „Padre Pio” en rechts daarvan het muntteken „R”. Links van het ontwerp staat het jaartal „1968” en rechts het jaar van uitgifte „2018”. Links onderaan staat de naam van de kunstenaar „P. DANIELE”. Langs de buitenrand van de munt zijn de twaalf sterren van de Europese vlag afgebeeld. |              | |            |                   |
| |              | |            |                   |
| | Finland      | Finse saunacultuur                                                                                   | 1.000.000  | 22 oktober 2018   |
| Omschrijving: Op het ontwerp is een Fins landschap weergegeven met in het midden een typisch Finse sauna aan de rand van een meer. Onderaan in het midden staat het jaar van uitgifte, „2018”. De aanduiding van het uitgevende land, „FI”, staat aan de linkerzijde en het muntteken aan de rechterzijde. Langs de buitenrand van de munt zijn de twaalf sterren van de Europese vlag afgebeeld. |              | |            |                   |
| |              | |            |                   |
| | Griekenland  | 75ste sterfdag van Kostís Palamás                                                                    | 750.000    | 25 oktober 2018   |
| Omschrijving: Op de munt is een portret afgebeeld van de Griekse dichter Kostis Palamas (1859-1943). Langs de rand van het binnenste gedeelte, aan de linkerkant, zijn de woorden „HELLEENSE REPUBLIEK” en de naam „KOSTIS PALAMAS” (in het Grieks) aangebracht. Voorts is naast een palmet (het muntteken van het Griekse munthuis) het jaar van uitgifte „2018” gegraveerd. Onderaan rechts is het monogram van de ontwerper (George Stamatopoulos) te zien. Langs de buitenrand van de munt zijn de twaalf sterren van de Europese vlag afgebeeld. |              | |            |                   |
| |              | |            |                   |
| | Griekenland  | 70ste verjaardag van de vereniging van de Dodekanesos met Griekenland                                | 750.000    | 25 oktober 2018   |
| Omschrijving: Op de munt is in het midden een roos afgebeeld, het kenteken van Rhodos, geïnspireerd op een door de oude stad Rhodos geslagen muntstuk, een van de meest kenmerkende muntstukken van de Dodekanesos, met gestileerde golven vanuit het midden. Langs de binnenzijde zijn de woorden „1948-2018 DE UNIE VAN DE DODEKANESOS MET GRIEKENLAND” en „HELLEENSE REPUBLIEK” (in het Grieks) gegraveerd. Links is ook een palmet te zien (het muntteken van het Griekse munthuis) te zien, en rechts het monogram van de ontwerper (George Stamatopoulos). Langs de buitenrand van de munt zijn de twaalf sterren van de Europese vlag afgebeeld. |              | |            |                   |
| |              | |            |                   |
| | Malta        | Cultureel erfgoed (derde uit de 'Door kinderen met solidariteit'-serie)                              | 320.000    | 7 november 2018   |
| Omschrijving: Het ontwerp is bedacht door een scholier en toont een aantal thema’s die kenmerkend zijn voor het Maltese erfgoed: een zinspeling op de prehistorische tempels, ’s werelds oudste vrijstaande bouwwerken, een kerkkoepel en een kerktoren als karakteristiek kenmerk van de skyline van Maltese steden en dorpen en een afbeelding van een traditionele Maltese boot met een Maltese vlag aan boord. Bovenaan in het binnenste gedeelte van de munt staat de naam van het uitgevende land „Malta” en onderaan staat het jaar „2018”. Langs de buitenrand van de munt zijn de twaalf sterren van de Europese vlag afgebeeld. |              | |            |                   |
| |              | |            |                   |
| | Andorra      | 70ste verjaardag van de Universele Verklaring van de Rechten van de Mens                             | 75.000     | 26 november 2018  |
| Omschrijving: Op de munt zijn zeven trappen afgebeeld (die symbool staan voor de zeven parochies of administratieve afdelingen van Andorra) in de vorm van bergen die leiden naar de vallei, waar de naam van het land van uitgifte „ANDORRA” en het jaar van uitgifte „2018” vermeld staan. Deze trappen zijn tegelijk ook de takken van een boom als symbool voor de mensheid, waar Andorra een integrerend deel van uitmaakt. Aan de takken van de boom hangen 30 bladeren die voor de 30 artikelen van de Universele Verklaring van de Rechten van de Mens staan. De Catalaanse inscriptie „70 ANYS DE LA DECLARACIÓ UNIVERSAL DELS DRETS HUMANS” (70 jaar Universele Verklaring van de Rechten van de Mens) rondom het ontwerp benadrukt deze herdenking. Langs de buitenrand van de munt zijn de twaalf sterren van de Europese vlag afgebeeld. |              | |            |                   |